# Unterseeboot 383
Le Unterseeboot 383 (ou U-383) est un sous-marin allemand (U-Boot) de type VII.C utilisé par la Kriegsmarine (marine de guerre allemande) pendant la Seconde Guerre mondiale.

## Construction
L'U-383 est un sous-marin océanique de type VII C. Construit dans les chantiers de Howaldtswerke AG à Kiel, la quille du U-383 est posée le 29 mars 1941 et il est lancé le 22 avril 1942. L'U-383 entre en service un mois et demi plus tard.

## Historique
Mis en service le 6 juin 1942, l'Unterseeboot 383 reçoit sa formation de base sous les ordres de l'Oberleutnant zur See Horst Kremser à Danzig en dans la 8. Unterseebootsflottille jusqu'au 30 septembre 1942, puis l'U-383 intègre son unité de combat dans la 9. Unterseebootsflottille à la base sous-marine de Brest.
L'U-383 réalise quatre patrouilles de guerre, toutes sous les ordres du Kapitänleutnant Horst Kremser dans lesquelles il a coulé un navire marchand ennemi de 423 tonneaux au cours de ses 163 jours en mer.
Pour sa première patrouille, l'U-383 quitte le port de Kiel le 17 octobre 1942.
Le 24 octobre 1942, il coule son premier et unique navire ennemi, le navire marchand islandais Jon Olafsson.
Il arrive à la base sous-marine de Brest 54 jours plus tard le 9 décembre 1942.
Au cours de sa deuxième patrouille, commencée le 6 janvier 1943 en quittant Brest, l'Oberleutnant zur See Horst Kremser est promu le 1er février 1943 au grade de Kapitänleutnant. Après 64 jours en mer, l'U-384 revient Brest le 10 mars 1943.
Sa quatrième patrouille commence le 27 juillet 1943 en appareillant de la base sous-marine de Brest. 

Le 1er août 1943, à 20 h 2, dans le golfe de Gascogne, à la position géographique de 47° 24′ N, 12° 10′ O. L'hydravion britannique Short S.25 Sunderland immatriculé JM678 (RAF Squadron 228/V), touché par la défense anti-aérienne de l'U-383 lors d'une première attaque, lui largue sept charges de profondeur. Le Sunderland repart avec des impacts au flotteur tribord ainsi qu'à l'aileron.
L'U-383 est vu la dernière fois par l'hydravion avec une forte gîte sur bâbord, des hommes sautant par-dessus bord. Le commandant de l'U-Boot Horst Kremser indique au Commandement des sous-marins (BdU) que l'U-Boot est incapable de plonger et hors de contrôle. L'U-218, l'U-454 et l'U-706 prennent le cap vers ce secteur, ainsi qu'une couverture aérienne et une escorte de trois torpilleurs. L'U-454 a coulé au début de la journée, et l'U-218 échoue à localiser l'U-383 dans l'obscurité.
L'U-383 a sans doute sombré pendant la nuit avec ses 52 membres d'équipage.

## Affectations successives
- 8. Unterseebootsflottille à Danzig du 6 juin au 30 septembre 1942 (entrainement)
- 9. Unterseebootsflottille à Brest du 1er octobre 1942 au 1er août 1943 (service actif)

## Commandement
- Oberleutnant zur See, puis Kapitänleutnant Horst Kremser du 6 juin 1942 à 1er août 1943

## Patrouilles
|       | Commandant          | Départ          | Départ | Arrivée         | Arrivée | Jours     | Succès |
| ----- | ------------------- | --------------- | ------ | --------------- | ------- | --------- | ------ |
| 1     | Oblt. Horst Kremser | 17 octobre 1942 | Kiel   | 9 décembre 1942 | Brest   | 54 jours  | 423    |
| 2     | Oblt. Horst Kremser | 6 janvier 1943  | Brest  | 10 mars 1943    | Brest   | 64 jours  |        |
| 3     | Kplt. Horst Kremser | 17 avril 1943   | Brest  | 25 avril 1943   | Brest   | 39 jours  |        |
| 4     | Kplt. Horst Kremser | 27 juillet 1943 | Brest  | 1er août 1943   | Coulé   | 6 jours   |        |
| Total | Total               | Total           | Total  | Total           | Total   | 163 jours | 423 t  |

Note : Oblt. = Oberleutnant zur See - Kplt. = Kapitänleutnant

### Opérations Wolfpack
L'U-383 a opéré avec les Wolfpacks (meute de loups) durant sa carrière opérationnelle.
1. Puma (26 octobre 1942 - 29 octobre 1942)
2. Natter (30 octobre 1942 - 8 novembre 1942)
3. Kreuzotter (8 novembre 1942 - 18 novembre 1942)
4. Habicht (10 janvier 1943 - 19 janvier 1943)
5. Haudegen (19 janvier 1943 - 15 février 1943)
6. Sturmbock (23 février 1943 - 26 février 1943)
7. Amsel (22 avril 1943 - 3 mai 1943)
8. Amsel 2 (3 mai 1943 - 6 mai 1943)
9. Elbe (7 mai 1943 - 10 mai 1943)
10. Elbe 2 (10 mai 1943 - 14 mai 1943)

## Navires coulés
L'Unterseeboot 383 a coulé un navire marchant ennemi de 423 tonneaux au cours des quatre patrouilles (163 jours en mer) qu'il effectua.
| Date            | Nom          | Nationalité | Tonnage (GRT) | Convoi | Fait  |
| --------------- | ------------ | ----------- | ------------- | ------ | ----- |
| 24 octobre 1942 | Jon Olafsson | Islande     | 423           |        | Coulé |

### Source et bibliographie
- (en) Cet article est partiellement ou en totalité issu de l’article de Wikipédia en anglais intitulé « German submarine U-383 » (voir la liste des auteurs).
- Chris Bishop, historien militaire (trad. de l'anglais par Christian Muguet), Les sous-marins de la Kriegsmarine : 1939-1945 : le guide d'identification des sous-marins [« The spellmount submarine identification guide : Kriegsmarine U-boats 1939-1945 »], Paris, Éd. de Lodi, 2008, 192 p. (ISBN 978-2-84690-327-1, OCLC 470721805, BNF 41298980)